# Viborg HK
A Viborg Håndboldklub egy tizennégyszeres bajnok és egy tízszeres kupagyőztes dán női kézilabdacsapat, amelynek székhelye Viborgban van.

## A csapat
A 2024-2025-ös szezon játékoskerete:
| Kapusok - 12 Ida Marie Kaysen - 16 Louise Bak Jensen Balszélsők - 14 Camilla Degn - 25 Maria Fisker Stokholm (c) (kismama) Jobbszélsők - 18 Henriette Hansen Beállók - 03 Alberte Simonsen - 19 Sara Hald - 21 Anne Hykkelbjerg | Balátlövők - 08 Elma Örtemark - 09 Laura Borg Thestrup Irányítók - 05 Marielle Martinsen - 26 Christina Pedersen - 77 Jana Mittún Jobbátlövők - 62 Louise Søndergaard |

### Átigazolások
A 2024-2025-ös szezont megelőzően
| Érkezők - Louise Bak Jensen (az Aarhus United csapatától) - Henriette Hansen (a Skanderborg HK csapatától) - Anne Hykkelbjerg (a Søndermarkens IK csapatától) - Elma Örtemark (a Skövde HK csapatától) | Távozók - Thilde Frandsen (a Silkeborg-Voel KFUM csapatához) - Karen Klokker (kölcsönbe a Silkeborg-Voel KFUM csapatához) - Julie Holm (a Thüringer HC csapatához) - Signe Vetter - Mathilde Juncker - Charité Mumbongo (az ESBF Besançon csapatához) - Melissa Petrén (a SønderjyskE DH csapatához) - Katarzyna Portasińska - Claudia Rompen |

## Korábbi játékosok
- Amalie Grøn Hansen
- Anette Hoffmann
- Anja Andersen
- Ann Grete Nørgaard
- Anna Kristensen
- Anne Cecilie de la Cour
- Anne Dorthe Tanderup
- Berit Kristensen
- Christina Pedersen
- Christina Roslyng
- Gitte Aaen
- Heidi Austrup
- Helle Simonsen
- Henriette Mikkelsen
- Ida-Marie Dahl
- Jane Schumacher
- Janne Kolling
- Josephine Touray
- Julie Aagaard
- Julie Thinggaard
- Karen Brødsgaard
- Katrine Fruelund
- Kristina Bille
- Kristina Jørgensen
- Lærke Ibsen Kristensen
- Lærke Nolsøe Pedersen
- Laura Damgaard Lund
- Laura Holm
- Lene Lund Høy Karlsen
- Line Haugsted
- Line Uno
- Lotte Kiærskou
- Louise Bager Due
- Louise Burgaard
- Louise Lyksborg
- Louise Pedersen
- Majbritt Toft Hansen
- Maria Fisker Stokholm
- Marianne Haugsted
- Mette Gravholt
- Mette Klit
- Mie Sørensen
- Pauline Bøgelund
- Pernille Holst Holmsgaard
- Rikke Poulsen
- Rikke Skov
- Sarah Paulsen
- Sille Thomsen
- Simone Böhme
- Stine Andersen
- Stine Bodholt Nielsen
- Susanne Munk Lauritsen
- Trine Troelsen

- Bojana Popović
- Maja Savić

- Amanda Kurtović
- Anne Kjersti Suvdal
- Camilla Thorsen
- Emilie Hovden
- Heidi Tjugum
- Ida Bjørndalen Karlsson
- Katrine Lunde
- Kristine Lunde-Borgersen
- Marit Malm Frafjord
- Mathilde Rivas Toft
- Moa Högdahl
- Siri Seglem
- Tonje Enkerud
- Tonje Larsen

- Chao Zhai

- Cléopâtre Darleux
- Marie-Paule Gnabouyou
- Valérie Nicolas

- Carin Strömberg
- Cecilia Grubbström
- Emma Frieberg
- Hanna Daglund
- Isabelle Gulldén
- Johanna Ahlm
- Linnea Torstenson
- Madeleine Östlund
- Melissa Petrén

- Carmen Amariei
- Cristina Vărzaru

- Anja Althaus
- Grit Jurack
- Nora Reiche

- Maura Visser
- Natasja Burgers
- Olga Assink
- Sanne van Olphen

- Bognár Barbara
- Borók Rita
- Bulath Anita
- Kovacsicz Mónika
- Németh Helga

- Gorica Aćimović

- Mouna Chebbah

- Sanja Damnjanović

- Chana Masson

- Isabel Ortuño

- Natalja Gyerjugina